# بیت فلایر
بیت فلایر (انگلیسی: BitFlyer) یک شرکت خصوصی است که مقر آن در توکیو، ژاپن است و در سال ۲۰۱۴ تأسیس شد. این شرکت یکی از بزرگ‌ترین صرافی‌های ارزهای دیجیتال با ۲٫۵ میلیون کاربر را اداره می‌کند و سایر فناوری‌های مرتبط با رمزنگاری را توسعه می‌دهد.

## تاریخچه
بیت فلایر در سال ۲۰۱۴ توسط یوزو کانو، تاجر سابق اوراق قرضه از گلدمن ساکس تأسیس شد. صرافی ارز دیجیتال بیت فلایر در آوریل ۲۰۱۴ راه اندازی شد، چند ماه قبل از اینکه صرافی بیت کوین ام تی گاس که زمانی غالب بازار بود، از کار بیفتد. در سال ۲۰۱۸، پس از آنکه تنظیم‌کننده‌های ژاپنی صرافی را به عدم انجام اقداماتی برای توقف پولشویی و تأمین مالی تروریسم متهم کردند، صرافی جذب مشتریان جدید را متوقف کرد. رگولاتورها بیان کردند که اکثر مدیران از دوستان مدیر عامل یوزو کانو، تاجر سابق گلدمن ساکس بودند. بیت فلایر تا فوریه ۲۰۱۶، ۱۰۰۰۰۰ کاربر داشت و در حال پردازش حدود ۷ میلیارد ین (۶۴ میلیون دلار آمریکا) در معاملات ماهانه ارزهای دیجیتال بود که آن را به بزرگ‌ترین صرافی بیت کوین در ژاپن تبدیل کرد. بیت فلایر حدود ۳۶ میلیون دلار سرمایه خطرپذیر را طی سه دور تأمین مالی جذب کرد. این شرکت با خرده‌فروشان، شرکت‌های برنامه‌های تلفن همراه، و پردازشگرهای پرداخت برای تسهیل پرداخت‌های رمزنگاری مبتنی بر گوشی‌های هوشمند در مکان‌های خرده‌فروشی مشارکت برقرار کرد. بیت فلایر همچنین مجوز نظارتی را برای فروش ارز دیجیتال به سرمایه گذاران نهادی تضمین کرد.

## سرویس‌ها
بیت فلایر اولین بار فناوری بلاک چین خود را با نام میابی (Miyabi) در سال ۲۰۱۶ معرفی کرد. در سال ۲۰۱۹، بیت فلایر ارزهای دیجیتال دیگری مانند آتریوم و لایت کوین را به صرافی خود اضافه کرد. این شرکت همچنین ویژگی‌هایی را برای پرداخت برای کالاها در خرده‌فروشان با استفاده از ارز دیجیتال و خرید ارز دیجیتال با استفاده از کارت‌های اعتباری یا امتیاز از برنامه‌های وفاداری اضافه کرد. بیت فلایر در ژوئن ۲۰۲۰ یک سرویس رأی‌گیری مبتنی بر بلاک چین به نام bvote را معرفی کرد. این شرکت همچنین یک بازوی مشاوره بلاک چین را معرفی کرد.